# Liste der denkmalgeschützten Objekte in Thannhausen (Steiermark)
Die Liste der denkmalgeschützten Objekte in Thannhausen enthält die 8 denkmalgeschützten, unbeweglichen Objekte der Gemeinde Thannhausen im steirischen Bezirk Weiz.

## Denkmäler
| Foto |                 | Denkmal                                                 | Standort                                   | Beschreibung | Metadaten |
| ---- | --------------- | ------------------------------------------------------- | ------------------------------------------ | --- | --- |
| ja   | Datei hochladen | Schloss Thannhausen HERIS-ID: 37498 Objekt-ID: 36660    | Oberfladnitz 1 Standort KG: Oberfladnitz   | Das Schloss wurde vor 1585 erbaut und gehört zu den bedeutenderen Werken der Spätrenaissance in der Steiermark. Es ist ein großer dreigeschoßiger Vierflügelbau um einen Innenhof, drei der vier Hofseiten sind mit Pfeiler- und Säulenarkaden ausgestattet. Das Rustikaportal weist große Quadersteine auf und ist mit korinthischen Säulen flankiert, über dem Torbogen sind fünf steinerne Wappenkartuschen angebracht. Die Obergeschoße weisen zwei- und dreiachsige Rundbogenfenster auf, einige originale Fenstergitter sind noch erhalten. An der Ostseite befinden sich barocke Prunkräume und im Hof ein dorthinführender Stiegenaufgang, die nach 1723 von Josef Carlone angelegt wurden. | BDA-Hist.: Q1324628 Status: Bescheid Stand der BDA-Liste: 2025-06-30 Name: Schloss Thannhausen GstNr.: .1/1 Schloss Thannhausen |
| BW   | Datei hochladen | Bahntrasse Feistritztalbahn HERIS-ID: 85776seit 2023    | Standort KG: Oberfladnitz, Peesen          | Die von Weiz nach Birkfeld verkehrende Schmalspurbahn wurde 1911 eröffnet. Sie verläuft in der Nähe von Weiz kurvenreich über einen Geländerücken, um bei Oberfeistritz ins Tal des gleichnamigen Flusses gelangen, dem sie, weit überwiegend auf der linken Seite, folgt. | BDA-Hist.: Q119367180 Status: Bescheid Stand der BDA-Liste: 2025-06-30 Name: Bahntrasse Feistritztalbahn GstNr.: 545/1, 545/3, 546, 2338, 2340, 2341/1, 2342, 654/5, 655/1, 847, 1167, 417/10, 545, 451, 891/1, 917/1, 917/2, 917/3, 917/4, 917/5, 917/6, 917/7, 1082/1, 1082/2, 505/2, .54, 506/1, 506/2, 507, 508, 767, 768, 445, 446/1, 446/2, 447, 383, 1098, 1334/1, 1335 |
| ja   | Datei hochladen | Ilzbach-Viadukt (Grub Viadukt) HERIS-ID: 91357seit 2023 | Standort KG: Peesen                        | Das Viadukt der Feistritztalbahn führt im Bereich der Ortschaft Grub über den Ilzbach, der hier die Grenze zwischen den Gemeinden Thannhausen und Anger bildet. | BDA-Hist.: Q109553791 Status: Bescheid Stand der BDA-Liste: 2025-06-30 Name: Ilzbach-Viadukt (Grub Viadukt) GstNr.: 1082/1, 1098 Grubviadukt |
| ja   | Datei hochladen | Bachlbach-Viadukt HERIS-ID: 85804seit 2023              | bei Bachlstraße 11 Standort KG: Peesen     | Viadukt der Feistritztalbahn | BDA-Hist.: Q119231450 Status: Bescheid Stand der BDA-Liste: 2025-06-30 Name: Bachlbach-Viadukt GstNr.: 1098 |
| ja   | Datei hochladen | Rezente Haltestelle Peesen HERIS-ID: 85800seit 2023     | bei Bahnweg 11 Standort KG: Peesen         | Denkmalgeschützt wurde das Haltestellengebäude der Feistritztalbahn. Allerdings befindet sich hier lediglich ein schlichtes neuzeitliches Wartehäuschen in einfachster Ausführung. | BDA-Hist.: Q119231451 Status: Bescheid Stand der BDA-Liste: 2025-06-30 Name: Rezente Haltestelle Peesen GstNr.: .76 |
| ja   | Datei hochladen | Parzbach-Viadukt (Baz-Viadukt) HERIS-ID: 85802seit 2023 | bei Fradenbergstraße 7 Standort KG: Peesen | Viadukt der Feistritztalbahn | BDA-Hist.: Q119231452 Status: Bescheid Stand der BDA-Liste: 2025-06-30 Name: Parzbach-Viadukt (Baz-Viadukt) GstNr.: 1098 |
| ja   | Datei hochladen | Peesenbach-Viadukt HERIS-ID: 85799seit 2023             | bei Strallerweg 11 Standort KG: Peesen     | Viadukt der Feistritztalbahn | BDA-Hist.: Q119231454 Status: Bescheid Stand der BDA-Liste: 2025-06-30 Name: Peesenbach-Viadukt GstNr.: 1098 |
| ja   | Datei hochladen | Kapelle HERIS-ID: 85601 Objekt-ID: 99803                | Standort KG: Ponigl                        | | BDA-Hist.: Q38185431 Status: § 2a Stand der BDA-Liste: 2025-06-30 Name: Kapelle GstNr.: .107 Ortskapelle Ponigl |

## Ehemalige Denkmäler
| Foto |                 | Denkmal                                             | Standort                                   | Beschreibung | Metadaten |
| ---- | --------------- | --------------------------------------------------- | ------------------------------------------ | --- | --- |
| ja   | Datei hochladen | Bildstock HERIS-ID: 85592 Objekt-ID: 99794bis 2023  | neben Peesenstraße 19 Standort KG: Peesen  | | BDA-Hist.: Q38185410 Status: § 2a Stand der BDA-Liste: 2023-06-05 Name: Bildstock GstNr.: 1090/3 Bildstock Peesen 30 |
| BW   | Datei hochladen | Wartehäuschen Parz HERIS-ID: 85803von 2023 bis 2023 | bei Fradenbergstraße 9 Standort KG: Peesen | Das Wartehäuschen einer ehemaligen Haltestelle der Feistritztalbahn wurde im Zuge der Unterschutzstellung der Bahn mitgeschützt, ist aber schon seit längerer Zeit nicht mehr existent. | BDA-Hist.: Q119231453 Status: Bescheid Stand der BDA-Liste: 2023-06-05 Name: Wartehäuschen Parz GstNr.: 1098?, 1108  |